# Робертс, Робин
Ро́бин Рене́ Ро́бертс (англ. Robin René Roberts; 23 ноября 1960, Пасс-Крисчен, Миссисипи, США) — американская журналистка и телеведущая, наиболее известная как лицо Good Morning America на ABC с 2005 года.

## Личная жизнь

### Отношения
Робертс является лесбиянкой и состоит в длительных отношениях с Эмбер Лэйн. Она объявила об этом публично 29 декабря 2013 года, хотя её коллеги и друзья итак об этом знали задолго до каминг-аута.

### Проблемы со здоровьем
31 июля 2007 года, в прямом эфире «Good Morning America», Робертс сообщила, что недавно ей был диагностирован рак молочной железы. 3 августа этого же года Робертс была сделана операция и уже 13 августа она вернулась к работе.
По состоянию на 10 января 2008 года она перенесла 8 курсов химиотерапии, а по состоянию на 28 марта Робертс окончила свой 6-недельный курс лучевой терапии. Во время лечения химиотерапией ведущая побрилась наголо и носила парик, потому что она «не хотела отвлекать зрителей от новостей».
11 июня 2012 года, 5 лет спустя после диагностирования рака, Робертс сообщила, что она страдает от миелодиспластического синдрома (своего рода предвестника лейкемии) и в конце лета-начале осени ей будет произведена трансплантация костного мозга её сестры — Салли-Энн Робертс.

## Избранная фильмография
| Год  |   | Русское название | Оригинальное название | Роль              |
| ---- | - | ---------------- | --------------------- | ----------------- |
| 2010 | с | Ханна Монтана    | Hannah Montana        | в роли самой себя |